# A kalóz-kísértet rejtélye
A kalóz-kísértet rejtélye (Korn's Groovy Pirate Ghost Mystery) a South Park című amerikai animációs sorozat 41. része (a 3. évad 10. epizódja). Elsőként 1999. október 27-én sugározták az Amerikai Egyesült Államokban.
Az epizód egésze – beleértve a cselekményt, a gegeket, a háttérzenét és a rejtély abszurd megoldását – egyértelműen a Scooby-Doo című rajzfilmsorozat paródiája. A rész érdekessége továbbá, hogy a Korn együttes (melynek tagjai egyébként a saját sorozatbeli hangjukat is kölcsönözték), ebben az epizódban mutatta be először a Falling Away From Me című számot.

## Cselekmény
|  | Alább a cselekmény részletei következnek! |

Ebben a halloweeni epizódban a főszereplő gyerekek izgatottan készülnek az eseményre, kivéve Eric Cartmant, aki már a karácsony közeledtét és a rengeteg karácsonyi ajándékot várja. Az ötödikesek hamarosan rájuk ijesztenek, ezért Cartmanék úgy döntenek, bosszút állnak rajtuk és éjszaka a temetőben kiássák Kyle Broflovski halott nagymamájának, Cleo Bfoflovski-nak a tetemét, hogy a segítségével visszavágjanak. A testet elrejtik a kikötőben, azonban egy kóbor kutya nemsokára rátalál és felfalja. 
A Korn zenekar (és egy viselkedésében Scooby-Doo-ra emlékeztető szereplő, Csőri) időközben a városba érkezik a halloweeni fellépésre, miután egy különös kalózszellem miatt autóbalesetet szenvedtek. Maxi atya – aki gyűlöli a Halloweent – elátkozza az általa megvetett együttes tagjait, mert szerinte zenéjükkel a sátánizmust hirdetik. Másnap reggel a temetőőrök megjelennek Mrs. Broflovski házánál és közlik vele a sírrablás tényét. Teljesen alaptalan feltételezésük szerint azonban valaki nekrofil célokból áshatta ki a tetemet. 
Cartman postán kap egy „élethű felfújható Antonio Banderas szexbábut”, amelyet valójában az anyja rendelt, de Cartman tévedésből azt hiszi, ez lesz a karácsonyi ajándéka. A kikötőnél találkozik a többi gyerekkel, akik mind jelmezt viselnek, és a jelmezversenyt várják – Kenny McCormick egy bonyolult kivitelű ED-209-es robotnak öltözött (a Robotzsaru-filmekből), de csalódottságára mindenki egyből felismeri, hogy őt rejti a jelmez. A gyerekek felfedezik, hogy a kiásott holttest eltűnt és a Korn tagjainak segítségével a keresésére indulnak. A város főterén a temetőőrök meglehetősen szemléletesen demonstrálják a nekrofília lényegét, de ekkor feltűnnek a kalózszellemek, akik terrorizálni kezdik a lakosokat és több embert megölnek. Maxi atya szerint mindenről a Korn tehet, ezért a városlakók körében rövidesen lincshangulat alakul ki az együttessel szemben.
Néhány Scooby-Doo-szerű melléfogás után a Korn tagjai a gyerekek segítségével megoldják a szellemek rejtélyét; rájönnek, hogy Maxi atya állt az események hátterében és teljesen hétköznapi tárgyak felhasználásával ő alkotta meg a szellemeket, hogy ezzel a húzással eltörölhesse az általa gyűlölt Halloweent. Pillanatok múlva Kyle nagymamájának hiányzó holtteste is előkerül, amikor a kóbor kutya mindenki szeme láttára egészben kiöklendezi. Végül a gyerekeknek sikerül megijeszteniük az ötödikeseket a tetemmel, a jelmezversenyt pedig Wendy egy sablonos, többször felhasznált Csubakka-álarccal nyeri meg, melyet a Rózsaszín szem című részben is viselt. Mindeközben a színpadon a Korn zenekar a Falling Away From Me című számot játssza.
Az epizód legvégén, a stáblista alatt Kenny duzzogva hagyja el robotjelmezében a verseny helyszínét, mivel nem ő nyert. Ekkor két miniatűr légisikló jelenik meg, melyek egy vontatókábellel elgáncsolják, majd megölik Kennyt.

## Fordítás
- Ez a szócikk részben vagy egészben  a   Korn's Groovy Pirate Ghost Mystery című angol Wikipédia-szócikk fordításán alapul.  Az eredeti cikk szerkesztőit annak laptörténete sorolja fel. Ez a jelzés csupán a megfogalmazás eredetét és a szerzői jogokat jelzi, nem szolgál a cikkben szereplő információk forrásmegjelöléseként.